# Hậu Mỹ Phú
Hậu Mỹ Phú là một xã thuộc huyện Cái Bè, tỉnh Tiền Giang, Việt Nam.

## Địa lý
Xã tiếp giáp với xã Hậu Mỹ Trinh ở mặt tây bắc, tiếp giáp xã Mỹ Hội ở mặt đông bắc, tiếp giáp xã Hòa Khánh và Hậu Thành ở phía nam.
Hệ thống kênh, rạch chảy qua xã gồm có: kênh Đập Ông Tải, Kênh 7, Kênh 8, kênh Ông Cận, kênh Ông Thạch, rạch Chùa, rạch Đập Bà Sáu, rạch Đất Sét, rạch Đường Chùa, rạch Miểu, rạch Thân Chín, rạch Thủ Ngữ.

## Hành chính
Xã Hậu Mỹ Phú có diện tích 11,08 km², dân số năm 1999 là 7290 người, mật độ dân số đạt 658 người/km².
Xã Hậu Mỹ Phú được chia thành 3 ấp: Mỹ Phú A, Mỹ Phú B, Mỹ Qưới.

## Lịch sử
Xã từng là một phần của xã Hậu Mỹ Nam, đến năm 1979 thì xã Hậu Mỹ Nam được chia thành xã Hậu Mỹ Trinh ở phía bắc và xã Hậu Mỹ Phú ở phía nam.
Trong xã có nhiều công trình kiến trúc lâu đời, như chùa Phước Long đã có hơn 200 năm.

## Kinh tế – Xã hội
Địa bàn xã có tỉnh lộ 869 đi qua, thuận lợi cho hoạt động phát triển kinh tế. Hầu hết dân cư sống bằng canh tác nông nghiệp, chiếm khoảng 80%, cả xã có 714 ha trồng lúa. Đây là xã chăn nuôi heo nhiều nhất huyện Cái Bè. Theo thống kê hằng năm, xã đạt sản lượng cây ăn quả từ 1.300 đến 1.600 tấn, cây rau màu đạt 700 tấn và thủy sản đạt 400 tấn các loại. Trung tâm mua bán của xã là chợ Cà Giăm nằm chính giữa địa bàn xã, cạnh kênh 7 và tỉnh lộ 869 chạy qua, cách chợ Hậu Mỹ Trinh khoảng 4 km. Thu nhập bình quân đầu người là 50,3 triệu đồng/người/năm, tỉ lệ hộ nghèo là 2,67%.

## Ảnh

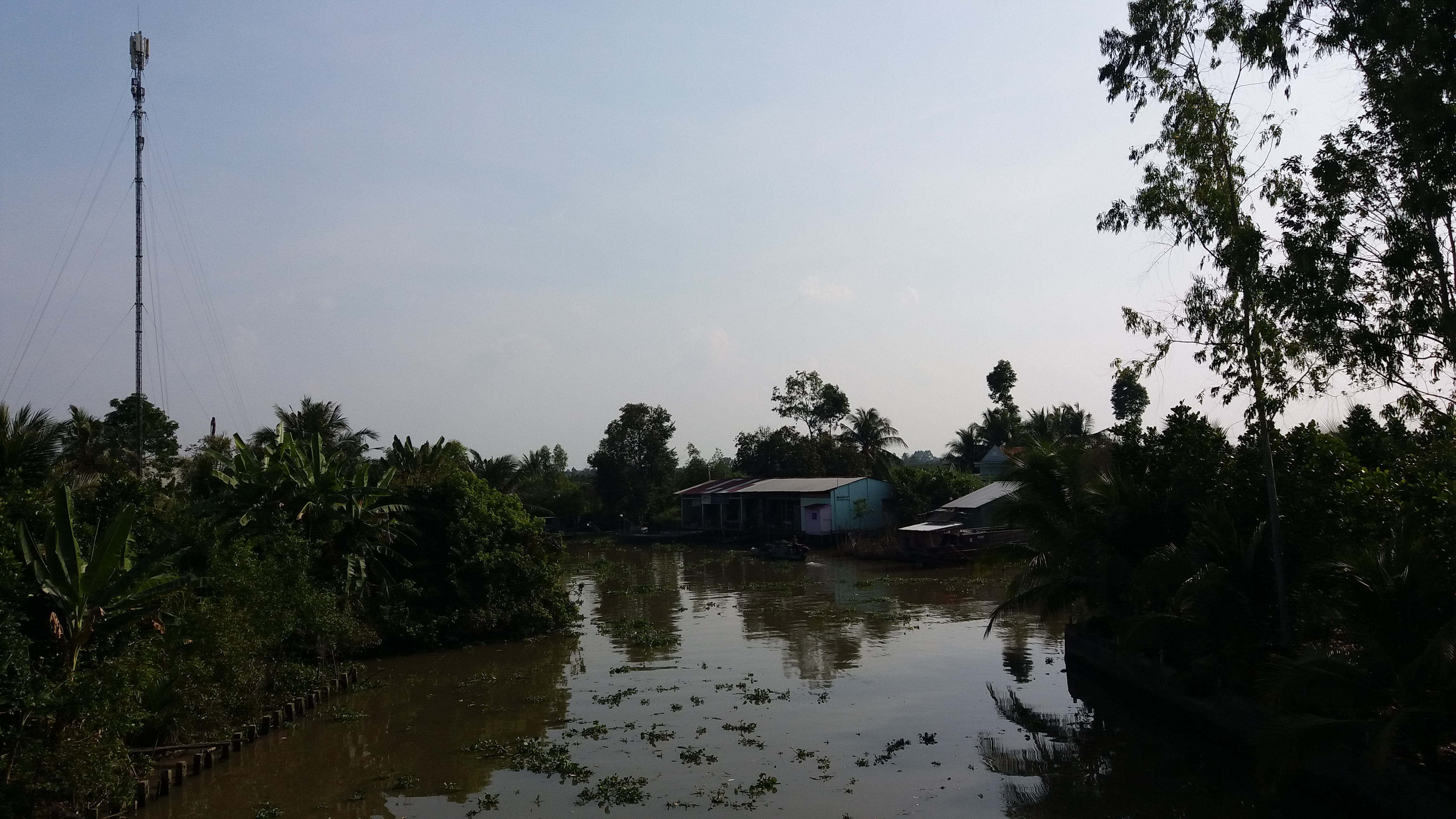
cực bắc xã, nhìn qua kênh 8.